# Червоный Лиман (Луганская область)
Червоный Лиман (укр. Червоний Лиман) — село, относится к Славяносербскому району Луганской области Украины. Под контролем ЛНР.

## География
Село расположено на реке Камышевахе (правый приток Лугани). Соседние населённые пункты: сёла Богдановка, Заречное, посёлок Криничное и город Стаханов (все выше по течению Камышевахи) на юго-западе, посёлки Червоногвардейское на юге, Яснодольск на юго-востоке, сёла Хорошее на востоке, Петровеньки (ниже по течению Камышевахи) на северо-востоке, посёлок Фрунзе на севере, сёла Бердянка, Весняное на северо-западе, посёлок Тавричанское и город Кировск на западе.

## Население
Население по переписи 2001 года составляло 83 человека.

## Общие сведения
Почтовый индекс — 93723. Телефонный код — 6473. Занимает площадь 0,3 км². Код КОАТУУ — 4424581409.

## Местный совет
93723, Луганская обл., Славяносербский р-н, с. Весняное, ул. Мира, д. 2